# Matale
Matale ist eine Stadt in der Zentralprovinz auf Sri Lanka, sie liegt auf rund 470 m über dem Meeresspiegel und zählt etwa 37.000 Einwohner.

## Wirtschaft
Die Stadt ist der Mittelpunkt eines bedeutenden Plantagengebietes, in dem Kautschuk, Zimt, Pfeffer, Chilis, Tee, Reis und Gemüse angebaut werden. Bedingt wird das Gedeihen dieser zahlreichen Anbaufrüchte durch das feucht-tropische Klima und durch die Lage in einem nur im Norden unterbrochenen Gebirgskessel.
In der Umgebung von Matale wird ebenfalls Kaffee angebaut, allerdings nur in Kleinbetrieben. Die ersten Kaffeebäume wurden um 1740 von Holländern angepflanzt, während die erste Kaffeeplantage 1823 von den Briten angelegt wurde. Um 1870 fielen alle Kaffeebäume Sri Lankas einer Krankheit zum Opfer (Hemileia vastatrix), und die ehemaligen Kaffeeplantagen widmeten anschließend sich dem erheblich lukrativeren Anbau von Tee. Der Anbau von Kaffee kam später nur sehr zögerlich wieder in Gang und spielt heute für die Wirtschaft des Landes nur eine untergeordnete Rolle.
Auch Kakao wird in der Umgebung von Matale – 1890 wurde in Nalanda bei Matale die erste Kakaoplantage angelegt – angebaut, aber nur in geringer Menge exportiert. Kakao wird in Sri Lanka heutzutage nicht mehr in Monokulturen angebaut, sondern nur als Mischkultur in teilweise kleinen Kokospalmen- oder Kautschukplantagen. Auch Pfeffer wird in der Umgebung von Matale – wie auch sonst in Sri Lanka – ausschließlich in Mischkultur angebaut, größtenteils in Kleinbetrieben als zusätzliche Nebeneinnahme, und Pfefferanbau in Monokultur auf speziellen Pfefferplantagen ist in Sri Lanka unbekannt.

## Sehenswürdigkeiten
Das britische Fort Macdowall, das 1803 im Zuge des britischen Eroberungskrieges gegen das Königreich Kandy errichtet wurde, wurde bereits 1836 wieder aufgegeben. Zu den spärlichen erhaltenen Resten gehören ein Teil des Burggrabens sowie ein Tor. Das frühere Innere des Forts wird heute von einem Friedhof eingenommen. Es liegt oberhalb des zentralen Saxton-Parks, in dessen Nähe sich auch das Geschäfts- und Verwaltungszentrum der Stadt Matale befinden. Auf dem ehemaligen Gelände des Forts steht die 1860 eingeweihte anglikanische Christ Church, die älteste Kirche der Stadt. Das markanteste Gebäude Matales ist der 1874 fertiggestellte hinduistische Sri Muthumariamman Tempel mit farbenprächtigem, reichem Figurenschmuck. Er wurde 1983 bei Unruhen im Verlauf des Schwarzen Julis schwer beschädigt, später renoviert und 2005 mit einem 33 m hohen Gopuram versehen, der als höchster Gopuram des Landes gilt.
Am nördlichen Stadtrand von Matale befindet sich der Felsentempel von Aluvihara, der als eine der bedeutendsten Stätten des Buddhismus auf Sri Lanka angesehen wird. Hier tagte im Jahre 80 v. Chr. eine buddhistische Versammlung und beschloss, die bis dahin nur mündlich überlieferten Lehren Buddhas auf Palmblättern aufzuschreiben. Diese Textsammlung wird heute als Tripitaka bezeichnet. Auf dem Gelände des Aluvihara befinden sich mehrere Klostergebäude sowie Höhlen mit Fresken und Buddhastatuen. Die meisten Gebäude wurden nach ihrer Zerstörung während des Aufstandes von 1848 gegen die englische Kolonialverwaltung, bei dem die alten Handschriften vernichtet wurden, neu errichtet.

## Verkehrsverbindungen
Der Bahnhof Matale ist der Endpunkt der 1880 eröffneten und 28 km langen, eingleisigen Bahnlinie Matale Line, an der sich 20 Bahnhöfe und Haltepunkte befinden, und die in Peradeniya von der Main Line, der wichtigsten Eisenbahnlinie Sri Lankas, abzweigt.

## Persönlichkeiten
- Bede Beckmeyer (1873–1935), römisch-katholischer Ordensgeistlicher und Bischof von Kandy

## Bilder

Matale
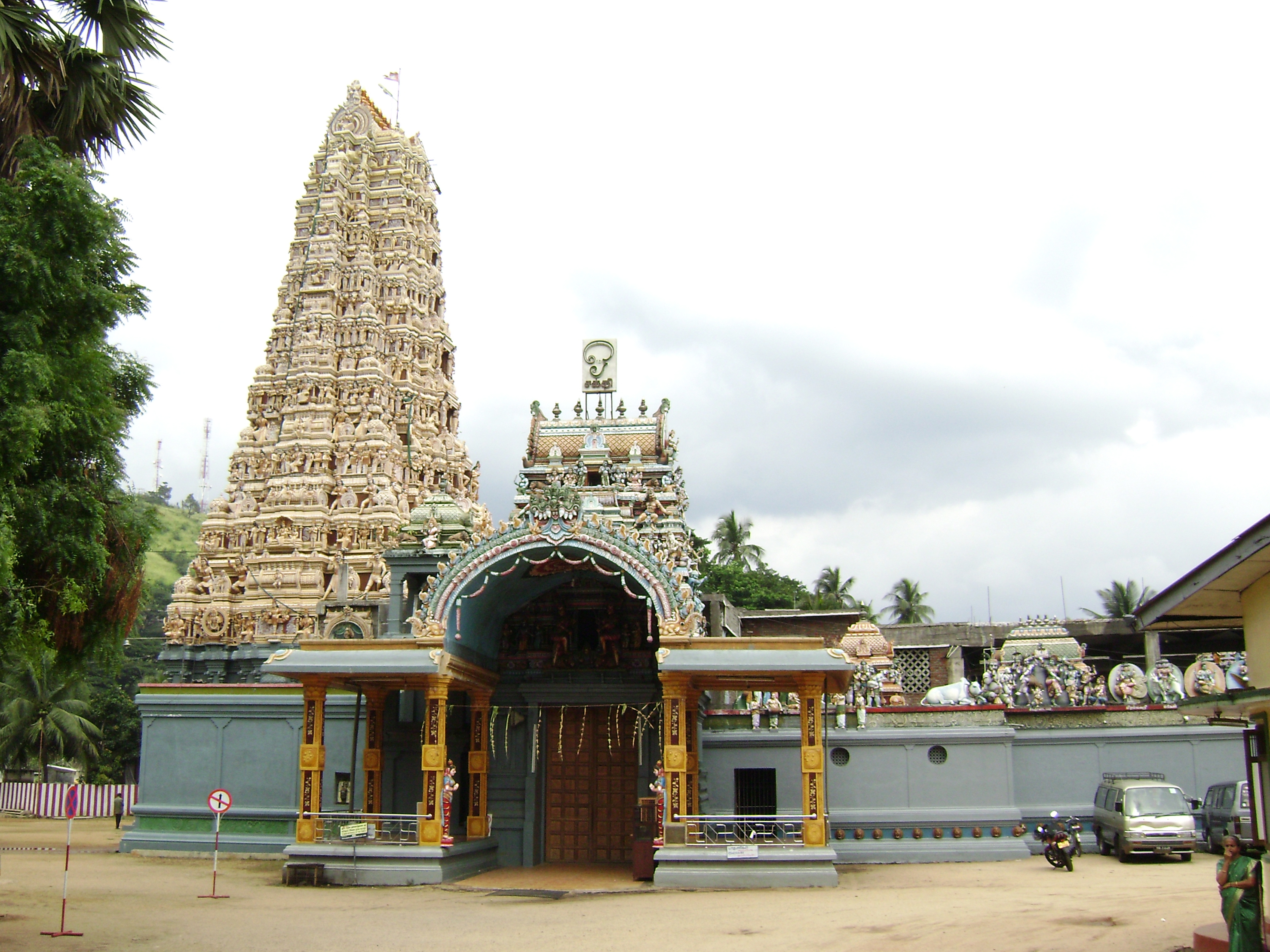
Sri Muthumariyamman Tempel
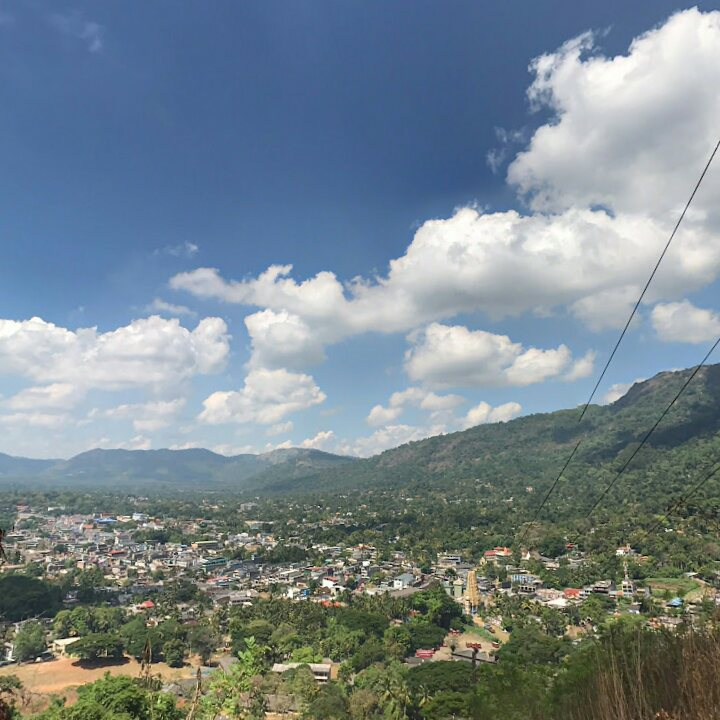
Stadtansicht
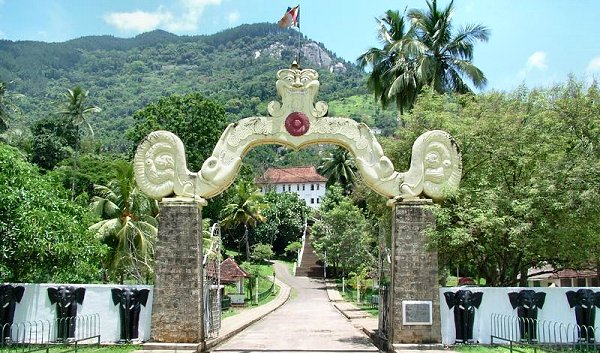
Alu Vihara Tempel
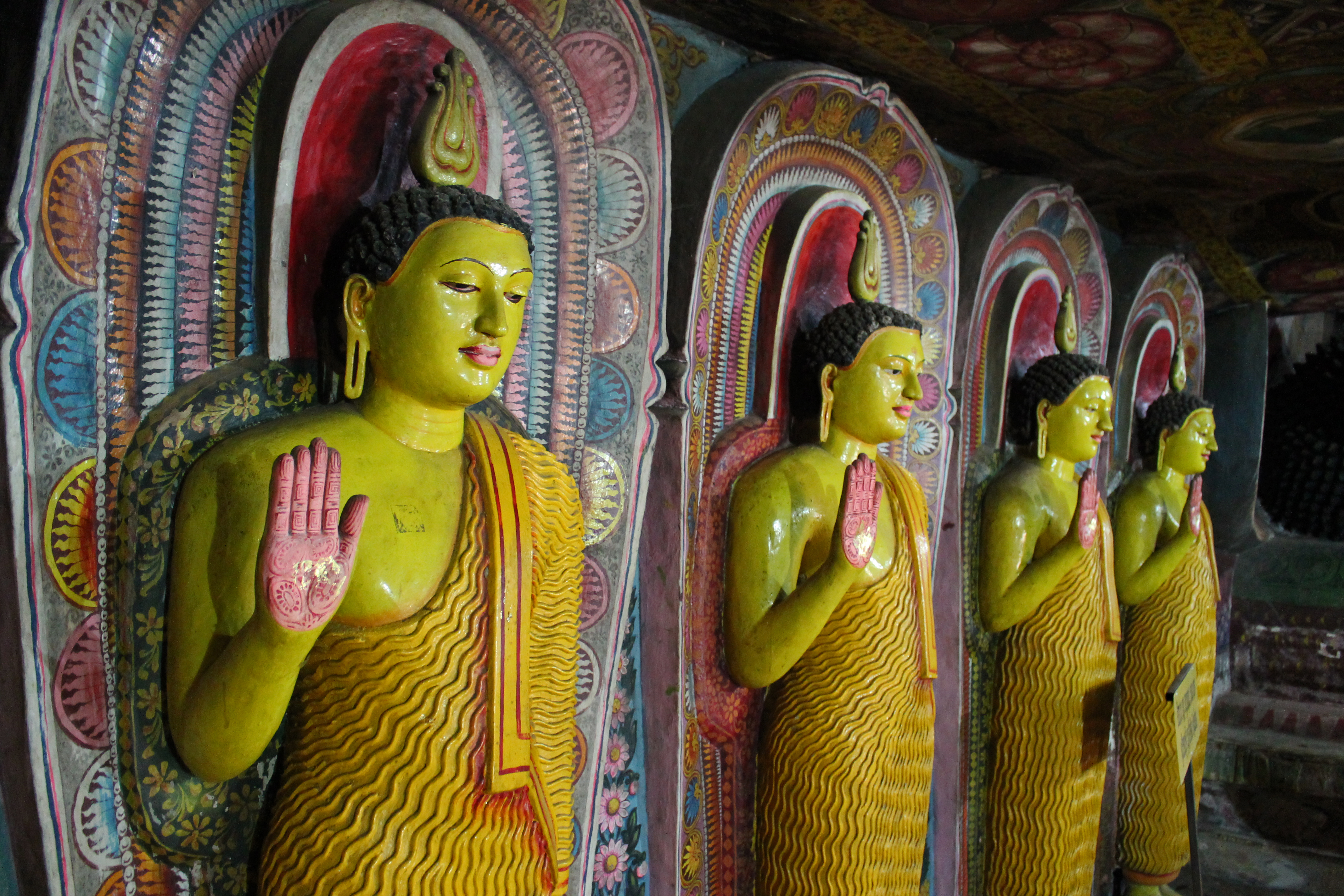
Im Alu Vihara Tempel